# Patatini
Patatini. Die Geschichte eines Originals ist eine Erzählung von Ricarda Huch, die vermutlich in der Triester Zeit (1898–1899) entstand.

## Inhalt
Der Ich-Erzähler erinnert sich an die Feier seines 20. Geburtstages. Damals hatte der Vater des Erzählers einem guten Freund, dem katholischen Geistlichen Don Vincenzo, eine Posse nach der anderen gespielt und dabei jedes Mal so herzlich gelacht. Der Vater – ein Kaufmann – hatte das Leben beinahe öde gefunden, wenn er einmal längere Zeit keinen seiner Späße auf Kosten des Priesters Don Vincenzo machen konnte. Der Erzähler nennt Don Vincenzo den ältesten, besten und unzertrennlichsten Freund in seinem Elternhause. Die Mutter hatte den Geistlichen gern gesehen und der Vater war stets vergnügt geworden, sobald dieser Besuch gekommen war, aber er hatte ihn verspottet. Don Vincenzo hatte sich jedes Mal verulken lassen. Gewöhnlich hatte der Vater über die Stränge geschlagen. In allen solchen Fällen hatte sich Don Vincenzo hinterher wieder vertragen.
Der Vater hatte seinem Freunde den Beinamen Patatini (ital. patatina – Kartöffelchen) gegeben – dumm wie eine Kartoffel. Damit hatte er nicht Dummheit gemeint, sondern Zerstreutheit, die beim nicht rechtzeitigen Erkennen irgendeines Schabernacks immer wieder zu Tage getreten war.
Zum Beispiel trennte sich Patatini nie von seinem kostbaren Spazierstock, der einen Knauf, als kunstvoll geschmückter kleiner Globus ausgeführt, hatte. Während eines Besuches Patatinis im Elternhause des Erzählers entwendete der Vater hinterlistig den Stock und behauptete stur und steif, Patatini habe das Utensil woanders stehenlassen. Der Scherz zog sich hin. Ein Ende war nicht absehbar. Mit fingierten Briefen, abgesandt von Geschäftsfreunden des Vaters aus aller Herren Länder, luchste der Vater dem Priester hundert Franken für die Hergabe des Stockes ab und beglich damit die Kosten für oben erwähnte Geburtstagsfeier.
Der schlechten Scherze, die sich der Vater mit dem guten alten Patatini erlaubte, waren noch etliche gewesen. Beim letzten gab sich der Vater als Dahinsiechender, durch Krankheit ans Bett gefesselt, aus. Patatini fiel natürlich darauf herein und eilte herbei.
Wenige Wochen später erhielt der Vater die Nachricht von der Erkrankung des Freundes. Weil er nicht auf die plumpe Erwiderung des Scherzes hereinfallen wollte, blieb der Vater dem Krankenbett Patatinis fern. Als er sich endlich hinbequemte, weil er den Freund verhöhnen wollte, war Patatini längst gestorben.

## Buchausgaben
- Ricarda Huch: Die Goldinsel und andere Erzählungen. Ausgewählt und mit einem Nachwort versehen von Wolfgang Brekle (enthält: Die Goldinsel. Die Hugenottin. Teufeleien. Patatini. Fra Celeste. Der Weltuntergang. Das Judengrab. Der letzte Sommer). Union Verlag, Berlin 1972 (Lizenzgeber: Atlantis Verlag, Freiburg im Breisgau und Insel Verlag, Frankfurt am Main), 376 Seiten (verwendete Ausgabe)